# Европско првенство у фудбалу 2024 — распоред утакмица
Распоред на Европском првенству 2024. утврђен је правилима европске фудбалске организације — УЕФА. Првенство је почело 14. јуна 2024. и трајало је до 14. јула 2024. када је играно финале. Првог дана, 14. јуна, играла се само једна утакмица, док су се осталих дана трајања групне фазе углавном играле по три утакмице, изузев последња четири дана, од 23. до 26. јуна, када су се играле по двије или четири утакмице последњег кола.
Елиминациона фаза је почела 28. јуна утакмицама осмине финала. У осмини финала играле су се по двије утакмице дневно, а по двије утакмице четвртфинала игране су 5. и 6. јула, док се полуфинале играло 9. и 10. јула.
Финале се играло 14. јула у 21.00 час, на Олимпијском стадиону у Берлину, који је изабран на састанку извршног комитета УЕФА, одржаног у мају 2022.

## Распоред

### Групна фаза
У табели је приказан распоред одигравања утакмица у групној фази.
| Датум   | Вријеме | Утакмица              | Група |
| ------- | ------- | --------------------- | ----- |
| 14. јун | 21.00   | Њемачка — Шкотска     | А     |
| 15. јун | 15.00   | Мађарска — Швајцарска | А     |
| 15. јун | 18.00   | Шпанија — Хрватска    | Б     |
| 15. јун | 21.00   | Италија — Албанија    | Б     |
| 16. јун | 15.00   | Пољска — Холандија    | Д     |
| 16. јун | 18.00   | Словенија — Данска    | Ц     |
| 16. јун | 21.00   | Србија — Енглеска     | Ц     |
| 17. јун | 15.00   | Румунија — Украјина   | Е     |
| 17. јун | 18.00   | Белгија — Словачка    | Е     |
| 17. јун | 21.00   | Аустрија — Француска  | Д     |
| 18. јун | 18.00   | Турска — Грузија      | Ф     |
| 18. јун | 21.00   | Португалија — Чешка   | Ф     |
| 19. јун | 15.00   | Хрватска — Албанија   | Б     |
| 19. јун | 18.00   | Њемачка — Мађарска    | А     |
| 19. јун | 21.00   | Шкотска — Швајцарска  | А     |
| 20. јун | 15.00   | Словенија — Србија    | Ц     |
| 20. јун | 18.00   | Данска — Енглеска     | Ц     |
| 20. јун | 21.00   | Шпанија — Италија     | Б     |
| 21. јун | 15.00   | Словачка — Украјина   | Е     |
| 21. јун | 18.00   | Пољска — Аустрија     | Д     |
| 21. јун | 21.00   | Холандија — Француска | Д     |
| 22. јун | 15.00   | Грузија — Чешка       | Ф     |
| 22. јун | 18.00   | Турска — Португалија  | Ф     |
| 22. јун | 21.00   | Белгија — Румунија    | Е     |
| 23. јун | 21.00   | Швајцарска — Њемачка  | А     |
| 23. јун | 21.00   | Шкотска — Мађарска    | А     |
| 24. јун | 21.00   | Албанија — Шпанија    | Б     |
| 24. јун | 21.00   | Хрватска — Италија    | Б     |
| 25. јун | 18.00   | Холандија — Аустрија  | Д     |
| 25. јун | 18.00   | Француска — Пољска    | Д     |
| 25. јун | 21.00   | Енглеска — Словенија  | Ц     |
| 25. јун | 21.00   | Данска — Србија       | Ц     |
| 26. јун | 18.00   | Словачка — Румунија   | Е     |
| 26. јун | 18.00   | Украјина — Белгија    | Е     |
| 26. јун | 21.00   | Грузија — Португалија | Ф     |
| 26. јун | 21.00   | Чешка — Турска        | Ф     |

### Осмина финала
У табели је приказан распоред одигравања утакмица у осмини финала.
| Датум   | Вријеме | Утакмица                |
| ------- | ------- | ----------------------- |
| 29. јун | 18.00   | Швајцарска — Италија    |
| 29. јун | 21.00   | Њемачка — Данска        |
| 30. јун | 18.00   | Енглеска — Словачка     |
| 30. јун | 21.00   | Шпанија — Грузија       |
| 1. јул  | 18.00   | Француска — Белгија     |
| 1. јул  | 21.00   | Португалија — Словенија |
| 2. јул  | 18.00   | Румунија — Холандија    |
| 2. јул  | 21.00   | Аустрија — Турска       |

### Четвртфинале
У табели је приказан распоред одигравања утакмица у четвртфиналу.
| Датум  | Вријеме | Утакмица                |
| ------ | ------- | ----------------------- |
| 5. јул | 18.00   | Шпанија — Њемачка       |
| 5. јул | 21.00   | Португалија — Француска |
| 6. јул | 18.00   | Енглеска — Швајцарска   |
| 6. јул | 21.00   | Холандија — Турска      |

### Полуфинале
У табели је приказан распоред одигравања утакмица у полуфиналу.
| Датум   | Вријеме | Утакмица             |
| ------- | ------- | -------------------- |
| 9. јул  | 21.00   | Шпанија — Француска  |
| 10. јул | 21.00   | Холандија — Енглеска |

### Финале
Финална утакмица је одиграна 14. јула 2021, у 21.00 час, по средњоевропском времену.
| Датум   | Вријеме | Утакмица           |
| ------- | ------- | ------------------ |
| 14. јул | 21.00   | Шпанија — Енглеска |